# Winbiff
Winbiff（ウィンビフ）は、オレンジソフトが開発したMicrosoft Windows 上で動作する電子メールクライアント。Windows対応の電子メールクライアントとしては最古参の部類に入り、Windows 3.1時代の1994年に開発された。既にサポートを終了している。

## 特徴
- シンプルながら基本機能を押さえた設計となっており、メインウィンドウにはメールサーバへのアクセス状況のみが表示される。これは、メールの到着を通知するためのソフトとして当初開発されたためで、「Winbiff」の名前も「Windows版biff（メール到着通知ソフト）」から名付けられた。
- メール受信は郵便配達人のキャラクタアイコンにより一目でわかるようになっており、メールの読み書きも「よむ？」「かくの？」と描かれた大型ボタン1つで専用ウィンドウが表示される。
- 「私はそそっかしい」機能を有効にすると送信前に送信先メールアドレス等の確認ダイアログボックスが表示され、メールの誤送信を防止するのに役立つ。
- 通信プロトコルは、POP3、SMTPの他、IMAP4にも対応している。またIPv6対応版も用意されている。
- SSL通信、PGPとS/MIMEによる暗号化機能（S/Gomaとの組み合わせ）に対応している。
- 95Readerとの組み合わせより、テキスト読み上げに対応している。
- エディタとしてEditXが組み込まれているが、95Readerと組み合わせて使用すると不具合が生じるため、EditXなし版も用意されている。
- バージョン2.50より、迷惑メールフィルタ機能が搭載された。
- 開発者のポリシーにより、メールパスワードの設定登録が出来ないため、立ち上げの度に入力する必要がある。
- シェアウェアであり、試用期間は1ヶ月。ライセンス料は3,000円（税込）で、サイトライセンスや学生割引がある。
- 12月24日と12月25日の2日間のみ、サンタクロースに扮した郵便配達人のキャラクタアイコンとなる。
- 2009年3月31日をもって販売を終了し、2010年3月31日にはサポートを終了することが発表された。[1]